# Pipizella nigriana
Espèce
Statut de conservation UICN

 EN  : En danger
Pipizella nigriana est une espèce d'insectes diptères de la famille des Syrphidae.
On la trouve uniquement dans les Alpes de 850 à 2 500 m d'altitude. En raison de sa distribution réduite et morcelée, elle est classée sur la liste des espèces en danger de l'UICN.

## Description
Comme tous les diptères, Pipizella nigriana a un développement holométabole et est capable de vol stationnaire. Dans sa description de 1961, Eugène Séguy indique que l'holotype de cette espèce, un mâle capturé en juillet au col du Lautaret, mesure 7 mm et présente des ailes de 5 mm. Dans cette même publication il précise que la femelle n'est pas encore connue.

### Clés de détermination au sein dePipizella
Pipizella nigriana peut être confondu avec d'autres représentant du genre en Europe, mais l'examen des organes génitaux mâles permet la caractérisation (1977) : 
1. P. nigriana a des basitarses jaunes, tout comme P. annulata ;
2. chez le mâle, les yeux ne se rencontrent pas tout à fait au-dessus des antennes, caractéristique qu'il partage, au sein du genre Pipizella d'Europe, avec les seuls P. brevis et  P. mongolorum ;
3. l'examen des organes génitaux permet de le distinguer avec certitude de P. speighti[β].

## Distribution
Ce taxon se rencontre en Allemagne, en Autriche, en France, en Italie, au Liechtenstein et en Suisse.
La zone d'occupation est éclatée en dix à quinze localités, et représente de 50 à 80 km2 pour une zone d'occurrence d'environ 150 000 km2 l'étagement en altitude allant de 850 à 2 500 m. Cette distribution dans un habitat contraint conduise à classer l'espèce en danger.

### Écologie et habitat
L'espèce habite les zones ouvertes des forêts ainsi que les garrigues de larix et de Pinus mugo, les prairies alpines non calcaires et non amendées ainsi que les landes jusqu'à 2 500 m.
Les imagos visitent notamment les espèces végétales des genres Potentilla, Ranunculus, Saxifraga ou encore Sedum.
La larve n'est pas connue mais se nourrit vraisemblablement de pucerons sur les arbres, dans les galles, sous le sol, ou encore sur les racines des plantes.

## Classification
Le nom valide complet (avec auteur) de ce taxon est Pipizella nigriana (Séguy, 1961).
L'espèce a été initialement classée dans le genre Heringia sous le protonyme Heringia nigriana Séguy, 1961,.
Pipizella nigriana a pour synonyme :
- Heringia nigriana Séguy, 1961

### Publication originale
- Eugène Séguy, « Diptères syrphides de l'Europe Occidentale », Mémoires du Muséum national d'histoire Naturelle. Nouvelle série. Série A, Zoologie., vol. 23, no 1,‎ 1961, p. 1-248 (ISSN 0078-9747, lire en ligne).